# Giustizia di transizione
La giustizia di transizione (in inglese: Transitional justice) è l'insieme dei processi, delle pratiche e delle forme organizzative che hanno lo scopo di trattare i delitti perpetrati in un'epoca di violenze attraversata da una data comunità in seguito a un rivolgimento sociopolitico, in modo da favorire il processo di transizione dalla dittatura alla democrazia o dalla guerra alla pace.

## Concetto
Coniato da Neil Kritz in Transitional Justice. How Emerging Democracies Reckon with Former Regimes (1995), il concetto di giustizia di transizione si è affermato per la prima volta in dottrina e nella prassi giuridica verso la fine degli anni 1990, diventando settore di ricerca autonomo; non ne esiste tuttavia ancora una chiara e pacifica definizione, né è mai stato stabilito se e in quali termini esso si distingue dalla Vergangenheitsbewältigung (superamento o rielaborazione del passato) collettiva.

## Obiettivi
La giustizia di transizione ha lo scopo di portare alla luce i delitti, già noti o ignoti, di un'epoca di violenze, per avviare su di essi un pubblico dibattito e porvi rimedio, così da (ad esempio):
- impedire la caduta dei fatti nell'oblio;
- rivelare fatti segreti o noti a poche persone;
- accertare le responsabilità;
- riconoscere le vittime.

Intesa come processo, la giustizia di transizione non ha lo scopo di favorire una giustizia dei vincitori (ossia una vendetta) ma piuttosto una durevole pacificazione, includendo di solito, anche e in particolare la reintegrazione sociale dei colpevoli e dei loro favoreggiatori.

## Fondamento giuridico
In ambito internazionale lo Statuto dell'ONU e diversi trattati obbligano gli Stati a garantire ai propri cittadini i diritti dell'uomo in ogni situazione della vita sociale; in ambito costituzionale, poi, essi hanno il dovere fondamentale di tutelare i cittadini, che discende già dallo stesso scopo dello Stato.

## Strumenti
Nel fare i conti con il passato violento di una comunità si impiegano strumenti, procedure e meccanismi giuridici e sociopolitici (stragiudiziali). Ogni transizione politica è unica e richiede programmi e considerazioni distinti.

### Strumenti giuridici
Strumenti giuridici della giustizia di transizione possono essere:
- il disarmo, la smobilitazione, il cessate il fuoco;
- il rafforzamento della sovranità dello Stato e la prevenzione di nuovi delitti;
- le riforme istituzionali (più in particolare dell'amministrazione interna, del settore della sicurezza e delle forze armate);
- la creazione di condizioni generali per il processo di giustizia di transizione;
- la predisposizione del supporto tecnico, materiale e finanziario per tutti i processi di rielaborazione del passato e di riconciliazione;
- la determinazione di un ambito temporale per il periodo di transizione;
- la tutela dei media (critici) e delle organizzazioni per i diritti umani;
- i processi penali pubblici contro i responsabili;
- le commissioni verità e riconciliazione;
- la rimozione dagli uffici pubblici di soggetti compromessi;
- le amnistie generali o individuali per chi collabora con la giustizia e/o rivela i propri delitti;
- la riparazione del danno alle vittime o ai loro eredi;
- l'indennità di guerra alle ex colonie;[6][7]
- la restituzione delle opere d'arte trafugate.

### Strumenti sociopolitici
Strumenti sociopolitici della giustizia di transizione possono essere:
- la volontà di cambiamento durevole, discussione, riconciliazione;
- un forte consolidamento della sovranità dello Stato;
- l'istituzione di organizzazioni delle vittime e quelle per i diritti umani;
- l'attenzione e la garanzia dei diritti umani anche dei responsabili;
- la rivalutazione delle cause del conflitto negli ambiti pubblici, nelle chiese, nelle scuole, sostenuta dalla ricerca universitaria;
- il riconoscimento di tutte le vittime indipendentemente dalla loro origine, appartenenza religiosa, etnia, condizione, lingua;
- la promozione della memoria collettiva;
- l'istituzione di luoghi e oggetti memoriali come musei e monumenti;
- la reintegrazione sociale dei responsabili;
- la rivelazione e documentazione dei delitti;
- l'archiviazione e messa a disposizione di documenti compromettenti.

## Sviluppo del concetto
Il concetto di giustizia di transizione è emerso negli anni 1990, ma gli attivisti e i ricercatori impegnati per l'adozione di misure di giustizia di transizione si considerano in linea con la tradizione dei processi di Norimberga e di Tokyo e dei cambi di regime, al confronto pacifici, degli anni 1970 in Grecia, Portogallo e Spagna.
L'impulso principale allo sviluppo del concetto di giustizia di transizione è venuto da attivisti sudamericani per i diritti dell'uomo. Negli anni 1970 e 1980 in Sudamerica caddero numerosi regimi dittatoriali. La richiesta di rendere nota la «verità» sulle violazioni dei diritti umani sotto le varie dittature fu tra le più importanti degli oppositori di tali regimi. Particolare importanza ebbe la commissione insediata nel 1990 dal neoletto presidente del Cile Patricio Aylwin dopo il ritorno della democrazia nel paese. Essa fu la prima a porsi la verità come obiettivo e ad associarvi quello della riconciliazione. Rendere pubblica una «verità ufficiale» sui delitti della dittatura di Pinochet avrebbe dovuto permettere il superamento della scissione della società cilena in due fazioni portatrici di interpretazioni diverse del passato. L'idea che la rivelazione della verità contribuisse alla pacificazione di una società divenne quindi la convinzione di fondo del movimento per la giustizia di transizione. Dalla metà degli anni 1990 esso raccolse in varie società postconflittuali (in Africa, Asia, Europa orientale) consensi all'insediamento di commissioni verità per la trattazione delle violazioni dei diritti umani. L'impegno del movimento si accompagnava ormai a un crescente numero di ricercatori mossi dall'obiettivo di sviluppare ulteriormente, in via empirica, l'idea della commissione verità.
L'ONU sostiene attivamente la trattazione delle violazioni dei diritti fondamentali, e la creazione della Corte penale internazionale dell'Aia nel 2002 ha dato vita a un ente istituzionale a sostegno della giustizia di transizione e della trattazione legale dell'ingiustizia.

## International Center for Transitional Justice
L'International Center for Transitional Justice fondato nel 2001 è un'istituzione di ricerca e consulenza nell'ambito della giustizia di transizione operante a Pola.